# Cucullia oribac
Cucullia oribac là một loài bướm đêm thuộc họ Noctuidae. Loài này có ở México và tây nam Hoa Kỳ. In the United States, Loài này có ở vùng núi của miền nam Arizona, phía bắc đến Gila County. Nó cũng được tìm thấy ở tây nam New Mexico, và dãy núi Guadalupe ở miền tây Texas. Tại Mexico, nó được biết đến ở Veracruz, Morelos và Chiapas.
Con trưởng thành bay vào tháng 7 tại Hoa Kỳ. 
Ấu trùng ăn Baccharis cordigera và Baccharis bigelovii.